# Facteurs de risque de schizophrénie
 (mai 2024).
Si vous disposez d'ouvrages ou d'articles de référence ou si vous connaissez des sites web de qualité traitant du thème abordé ici, merci de compléter l'article en donnant les références utiles à sa vérifiabilité et en les liant à la section « Notes et références ».
La schizophrénie est un trouble neurodéveloppemental sans cause précise ou unique. On pense que la schizophrénie résulte de multiples mécanismes et d’interactions complexes entre gènes et environnement et de facteurs de vulnérabilité,. Les facteurs de risque de schizophrénie ont été identifiés et comprennent des facteurs génétiques, des facteurs environnementaux tels que les expériences de la vie et les expositions dans l'environnement d'une personne, ainsi que la fonction du cerveau d'une personne au cours de son développement. Les interactions de ces facteurs de risque sont complexes, car des préjudices médicaux nombreux et divers peuvent être impliquées depuis la conception jusqu'à l'âge adulte. De nombreuses théories ont été proposées, notamment la combinaison de facteurs génétiques et environnementaux pouvant entraîner des déficits dans les circuits neuronaux qui affectent les entrées sensorielles et les fonctions cognitives.
On ne pense pas qu’une prédisposition génétique à elle seule, sans facteurs de risque environnementaux superposés, donne lieu à la schizophrénie,. Les facteurs de risque environnementaux sont nombreux et comprennent les complications de la grossesse, le stress et la nutrition prénatals, ainsi que les expériences défavorables de l'enfance. Un facteur de risque environnemental peut agir seul ou en combinaison avec d’autres.
La schizophrénie se développe généralement entre 16 et 30 ans (généralement chez les hommes de 16 à 25 ans et chez les femmes de 25 à 30 ans) ; environ 75 pour cent des personnes vivant avec la maladie l’ont développée dans ces tranches d’âge. La schizophrénie infantile (schizophrénie à apparition très précoce) se développe avant l'âge de 13 ans et est assez rare (la fréquence est de 1 sur 40 000). En moyenne, l'apparition de la maladie est un peu plus précoce chez les hommes que chez les femmes, l'influence possible de l'hormone sexuelle féminine œstrogène étant une hypothèse et les influences socioculturelles une autre. L'œstrogène semble avoir un effet modérateur sur les récepteurs de la dopamine.

## Interaction gène-environnement
Les preuves suggèrent que c'est l'interaction entre les gènes et l'environnement qui pourrait être associée au développement de la schizophrénie. Il s'agit d'un processus complexe impliquant de multiples facteurs environnementaux qui ont une influence sur une série de périodes de développement qui interagissent avec une susceptibilité génétique. Il a été suggéré qu'outre les interactions gènes-environnement, les interactions environnement-environnement soient également prises en compte, car chaque facteur de risque environnemental à lui seul ne suffit pas à favoriser le développement de la schizophrénie.
Une méta-analyse a été réalisée pour déterminer l'association entre la schizophrénie et les dommages oxydatifs de l'ADN mesurés par la 8-hydroxy-2'-8-désoxyguanosine (8-OHdG) ou la 8-oxo-7,8-dihydro-2'-désoxyguanosine (8 -oxodG). Les niveaux de 8-OHdG et de 8-oxodG sont largement utilisés comme mesures du stress oxydatif dans les maladies mentales, notamment la schizophrénie. Il a été déterminé à partir de cette méta-analyse que les dommages oxydatifs de l’ADN étaient significativement augmentés dans la schizophrénie,.
Les mécanismes épigénétiques, tels que la méthylation de l'ADN et la modification des histones, jouent un rôle clé dans la modulation de l'expression des gènes sans altérer la séquence d'ADN sous-jacente. Les expositions environnementales, en particulier pendant les périodes critiques du développement, peuvent induire des modifications épigénétiques contribuant au risque de schizophrénie. Comprendre l'interaction entre les facteurs génétiques, environnementaux et épigénétiques pourrait conduire à une compréhension plus approfondie des mécanismes de la schizophrénie et ouvrir la voie à des interventions thérapeutiques ciblées.

## Génétique
On pense que la schizophrénie a une composante héréditaire chez certaines personnes, mais de nombreuses personnes qui semblent porteuses de gènes associés à la schizophrénie peuvent ne pas développer la maladie. La recherche a montré que la schizophrénie est un trouble polygénique et que la vulnérabilité génétique à la schizophrénie est hautement multifactorielle, causée par les interactions de plusieurs gènes avec des facteurs de risque environnementaux. Des études sur des jumeaux ont montré qu'un jumeau identique a un risque d'environ 50 % de développer également la maladie.
Des études familiales indiquent que plus le lien génétique d'une personne avec une personne atteinte de schizophrénie est proche, plus la probabilité de développer la maladie est grande[réf. nécessaire]. L'âge paternel peut être un facteur de schizophrénie en raison de la probabilité accrue de mutations dans les chromosomes des cellules qui produisent les spermatozoïdes. En revanche, les ovocytes des femmes se divisent vingt-trois fois avant la naissance. Le risque d'erreur de copie dans la réplication de l'ADN au cours de la division cellulaire augmente avec le nombre de divisions cellulaires, et une augmentation des erreurs de copie peut provoquer une accumulation de mutations responsables d'une incidence accrue de schizophrénie. Les taux de concordance moyens sont plus élevés pour les vrais jumeaux que pour les faux jumeaux et les données suggèrent également que les environnements prénatals et périnatals peuvent également affecter les taux de concordance chez les vrais jumeaux.

### Candidats génétiques
Bien que des études sur des jumeaux et des études familiales aient indiqué un degré élevé d'héritabilité de la schizophrénie, les causes génétiques exactes restent floues. Cependant, certaines études à grande échelle ont commencé à dévoiler les fondements génétiques de la maladie. Une séparation importante doit être faite entre les variantes courantes à faible risque (identifiées par des études candidates ou des études d'association à l'échelle du génome) et les variantes rares à haut risque (qui pourraient être causées par des mutations de novo) et des variations du nombre de copies (CNV).

### Études de gènes candidats
Une revue des études de liaison réalisée en 2003 a également répertorié sept gènes susceptibles d'augmenter le risque d'un diagnostic ultérieur de la maladie. Deux revues, suggèrent que les preuves étaient les plus solides pour deux gènes appelés dysbindine (DTNBP1) et neuréguline (NRG1), et qu'un certain nombre d'autres gènes (tels que COMT, RGS4, PPP3CC, ZDHHC8, DISC1 et AKT1) a montré des premiers résultats prometteurs. Des études knock-out chez la drosophile montrent qu'une expression réduite de la dysbindine a réduit la transmission synaptique glutamatergique, entraînant des troubles de la mémoire. Des variations proches du gène FXYD6 ont également été associées à la schizophrénie au Royaume-Uni, mais pas au Japon. En 2008, le polymorphisme nucléotidique unique (SNP) rs7341475 du gène reelin était associé à un risque accru de schizophrénie chez les femmes, mais pas chez les hommes. Cette association spécifique aux femmes a été reproduite dans plusieurs populations. Des études ont montré que la protéine phosphatase 3 connue sous le nom de calcineurine pourrait être impliquée dans la susceptibilité à la schizophrénie.
L'étude génétique la plus vaste et la plus complète de ce type, impliquant des tests de plusieurs centaines de polymorphismes mononucléotidiques (SNP) sur près de 1 900 personnes atteintes de schizophrénie ou de troubles schizo-affectifs et 2 000 sujets de comparaison, ont rapporté en 2008 qu'il n'y avait aucune preuve d'une association significative entre les troubles et l'un des 14 Gènes candidats précédemment identifiés (RGS4, DISC1, DTNBP1, STX7, TAAR6, PPP3CC, NRG1, DRD2, HTR2A, DAOA, AKT1, CHRNA7, COMT et ARVCF). Les distributions statistiques ne suggèrent rien de plus qu'une variation aléatoire. Les auteurs ont conclu que les résultats rendent improbable que les SNP communs à ces gènes représentent une proportion substantielle du risque génétique de schizophrénie, bien que de petits effets ne puissent pas être exclus,.
L'analyse peut-être la plus importante des associations génétiques dans la schizophrénie concerne la base de données SzGene du Schizophrenia Research Forum. Une méta-analyse de 2008 a examiné les variantes génétiques de 16 gènes et ont trouvé des effets nominalement significatifs.
Une étude de 2009 a réussi à créer des souris correspondant aux symptômes de la schizophrénie grâce à la suppression d'un seul ensemble de gènes, ceux du récepteur post-synaptique de la neuréguline. Le résultat a montré que, bien que les souris se soient développées pour la plupart normalement, lors du développement ultérieur du cerveau, les récepteurs du glutamate se sont dégradés. Cette théorie soutient l'hypothèse du glutamate dans la schizophrénie.
Une autre étude réalisée en 2009 par des chercheurs de l'Université Simon Fraser identifie un lien entre l'autisme et la schizophrénie : « Le groupe SFU a découvert que les variations de quatre ensembles de gènes sont liées à la fois à l'autisme et à la schizophrénie. Les gens ont normalement deux copies de chaque gène, mais chez ces personnes avec l'autisme, certains emplacements du génome n'ont que des copies uniques, et chez les personnes atteintes de schizophrénie, des copies supplémentaires sont présentes aux mêmes emplacements »,.

### Études d'association à l'échelle du génome
Afin d’augmenter la taille de l’échantillon afin d’obtenir une détection plus puissante des variantes courantes avec de faibles effets, les données des études d’association pangénomique (GWAS) continuent d’être regroupées dans de grands consortiums internationaux. Le Psychiatric Genomics Consortium (PGC) tente de regrouper les données GWAS sur la schizophrénie afin de détecter les associations de variantes courantes ayant un faible effet sur le risque de maladie.
En 2011, cette collaboration a identifié par méta-analyse d'études d'association à l'échelle du génome que 129 polymorphismes mononucléotidiques (SNP) associés de manière significative à la schizophrénie étaient situés dans une région complexe majeure d'histocompatibilité du génome.
En 2013, cet ensemble de données a été élargi pour identifier au total 13 locus candidats pour la maladie, et a également impliqué la signalisation calcique comme facteur important dans la maladie.
En 2014, cette collaboration s'est étendue à une méta-analyse encore plus vaste, la plus importante à ce jour, sur les données GWAS (36 989 cas et 113 075 contrôles) dans Nature, indiquant 108 locus génétiques associés à la schizophrénie, dont 83 n'ont pas été décrits auparavant. Ensemble, ces gènes candidats ont souligné l’importance de la neurotransmission et de l’immunologie en tant que facteurs importants dans la maladie.
Des sous-types symptomatiques distincts des groupes de schizophrénie ont montré un schéma différent de variations du SNP, reflétant la nature hétérogène de la maladie.
Une étude de 2016 a impliqué le gène C4A dans le risque de schizophrénie. Il a été constaté que le C4A joue un rôle dans l'élagage synaptique et qu'une expression accrue de C4A entraîne une réduction des épines dendritiques et un risque plus élevé de schizophrénie.

### Variations du numéro de copie
D'autres recherches ont suggéré qu'un nombre supérieur à la moyenne de variations structurelles telles que de rares délétions ou duplications de minuscules séquences d'ADN dans les gènes (appelées variations du nombre de copies) sont liés à un risque accru de schizophrénie, en particulier dans les cas « sporadiques » non liés à des antécédents familiaux de schizophrénie, et que les facteurs génétiques et les voies de développement peuvent donc être différents selon les individus,. Une enquête pangénomique menée auprès de 3 391 personnes atteintes de schizophrénie a révélé des NVC dans moins de 1 % des cas. Au sein d'eux, des délétions dans des régions liées à la psychose ont été observées, ainsi que des délétions sur les chromosomes 15q13.3 et 1q21.1.
Les CNV se produisent en raison d'une recombinaison homologue non allélique médiée par de faibles répétitions de copies (régions séquentiellement similaires). Cela entraîne des délétions et des duplications de gènes sensibles au dosage. Il a été émis l'hypothèse que les CNV sont à l'origine d'une proportion significative de variations humaines normales, y compris des différences dans les caractéristiques cognitives, comportementales et psychologiques, et que les CNV dans au moins trois locus peuvent entraîner un risque accru de schizophrénie chez quelques individus.
L'une de ces NVC se trouve dans le syndrome de DiGeorge, qui comporte un risque de schizophrénie de 25 à 30 % au cours de la vie. L'épigénétique peut également jouer un rôle dans la schizophrénie, l'expression de la protocadhérine 11 liée à l'X / protocadhérine 11 liée à l'Y jouant un rôle possible dans la schizophrénie.
Une enquête menée en 2008 auprès de 2 977 patients schizophrènes et de 33 746 témoins issus de sept populations européennes a examiné les CNV dans les neurexines et a révélé que les délétions affectant les exons dans le gène NRXN1 conféraient un risque de schizophrénie.
Une méta-analyse mise à jour sur les CNV pour la schizophrénie publiée en 2015 a augmenté le nombre de CNV indiqués dans la maladie, ce qui était également la première preuve génétique de l'implication de la neurotransmission GABAergique. Cette étude a en outre soutenu l'implication génétique dans la neurotransmission excitatrice.

### Chevauchement avec d’autres troubles
Plusieurs études ont suggéré un chevauchement génétique et une possible corrélation génétique entre la schizophrénie et d'autres troubles psychiatriques, notamment le trouble du spectre autistique, le trouble déficitaire de l'attention avec hyperactivité, le trouble bipolaire et le trouble dépressif majeur. Une étude d'association à l'échelle du génome a analysé les données sur le polymorphisme mononucléotidique (SNP) pour les cinq troubles ; quatre zones génétiques chevauchaient les cinq troubles, dont deux régulent l’équilibre calcique dans le cerveau.

## Environnement
Les facteurs de risque environnementaux comprennent, entre autres , le stress prénatal, les complications de la grossesse et de l'accouchement et les expériences défavorables de l'enfance. Beaucoup sont associés au développement prénatal, au stress et à la nutrition prénatals, à la grossesse et à l’accouchement. Les plus récents incluent les expériences négatives de l'enfance et les troubles liés à l'usage de substances.

### Développement prénatal
Il est bien établi que les complications de la grossesse sont associées à un risque accru que l'enfant développe ultérieurement une schizophrénie, même si elles constituent globalement un facteur de risque non spécifique avec un effet très faible. Cela dit, la première et la seule preuve expérimentale que la neuropathologie de la schizophrénie a définitivement pour origine de multiples causes au sein des tissus humains provient du développement prénatal de tissus neuronaux générés à partir de cellules souches de patients, établissant ainsi le développement prénatal comme une fenêtre de risque mal comprise mais importante. Les complications obstétricales surviennent chez environ 25 à 30 % de la population générale et la grande majorité ne développe pas de schizophrénie ; de même, la majorité des personnes atteintes de schizophrénie n’ont pas eu d’événement obstétrical identifiable. Néanmoins, l’augmentation du risque moyen est reproductible et de tels événements peuvent modérer les effets de facteurs de risque génétiques ou environnementaux. Les complications ou événements spécifiques les plus liés à la schizophrénie, ainsi que les mécanismes de leurs effets, sont encore à l'étude.
Certaines données suggèrent que l'exposition à des toxines telles que le plomb peut également augmenter le risque de troubles du spectre schizophrénique,,,.
Une découverte épidémiologique est que les personnes diagnostiquées avec la schizophrénie sont plus susceptibles d'être nées en hiver ou au printemps (au moins dans l'hémisphère nord). C'est ce qu'on appelle l'effet de saisonnalité, mais cet effet est faible. Les explications incluent une plus grande prévalence d’infections virales à cette époque ou une plus grande probabilité de carence en vitamine D. Un effet similaire (probabilité accrue de naître en hiver et au printemps) a également été observé chez d’autres populations en bonne santé, comme les joueurs d’échecs.
De nombreuses femmes enceintes pendant la famine néerlandaise de 1944 sont devenues malnutries et beaucoup de leurs enfants ont développé plus tard la schizophrénie. Des études portant sur des mères finlandaises enceintes lorsqu'elles ont appris que leur mari avait été tué pendant la guerre d'hiver de 1939-1940 avaient des enfants qui étaient significativement plus susceptibles de développer la schizophrénie que les mères qui avaient appris la mort de leur mari après l'accouchement, ce qui suggère que le stress prénatal peut aussi avoir un effet.

### Croissance fœtale
Un poids de naissance inférieur à la moyenne a été l'un des résultats les plus constants, indiquant un ralentissement de la croissance fœtale, probablement dû à des effets génétiques. Dans la première et unique étude prospective sur l'insuffisance pondérale à la naissance, la schizophrénie et l'hypertrophie des ventricules cérébraux évocateurs d'une atrophie cérébrale, Leigh Silverton et ses collègues ont découvert que l'insuffisance pondérale à la naissance (mesurée de manière prospective en ce qui concerne la psychopathologie) était associée à une hypertrophie des ventricules sur les tomodensitogrammes dans un échantillon à risque de schizophrénie plus de 30 ans plus tard. Ces signes évocateurs d’atrophie cérébrale étaient associés à des symptômes de schizophrénie. Dans une étude de suivi, Silverton et al. ont noté une interaction entre le risque génétique de schizophrénie et l'insuffisance pondérale à la naissance. Le risque d'hypertrophie des ventricules à l'échographie cérébrale (associée à des symptômes de schizophrénie et biologiquement évocatrice de la démence précoce d'Emil Kraepelin) était considérablement augmenté si les sujets avaient à la fois une charge génétique plus élevée pour la schizophrénie et un poids de naissance inférieur. Les enquêteurs ont suggéré que les insultes in utero pourraient stresser spécifiquement les personnes atteintes d'une diathèse de schizophrénie, confirmant ainsi un modèle étiologique de « diathèse-stress » pour un sous-ensemble de schizophrénie (que Kraepelin a identifié) avec des anomalies précoces suggérant une atrophie cérébrale.
Certains chercheurs ont toutefois noté que tout facteur affectant négativement le fœtus affecterait le taux de croissance. Certains pensent que cette association n'est peut-être pas particulièrement informative en ce qui concerne la causalité. En outre, la majorité des études de cohortes de naissance n’ont pas réussi à établir un lien entre la schizophrénie et un faible poids à la naissance ou d’autres signes de ralentissement de la croissance. La majorité des études ne mesurent pas l’interaction du risque génétique avec le poids à la naissance comme l’ont fait les études de Silverton et al.[réf. nécessaire]

### Hypoxie
Depuis les années 1970, on émet l’hypothèse que l’hypoxie cérébrale (faibles niveaux d’oxygène) avant, pendant ou immédiatement après la naissance pourrait être un facteur de risque de développement de la schizophrénie.
L'hypoxie est démontrée comme pertinente pour la schizophrénie dans les modèles animaux, les études de biologie moléculaire et d'épidémiologie. Une étude a pu différencier 90 % des cas de schizophrénie des témoins sur la base de l’hypoxie et du métabolisme. L'hypoxie a été décrite comme l'un des facteurs externes les plus importants qui influencent la susceptibilité, bien que les études aient été principalement épidémiologiques. De telles études accordent une grande importance à l'insulte hypoxique, mais étant donné le type de maladie dans certaines familles, elles proposent également une base génétique ; sans toutefois conclure que l’hypoxie est une cause unique en soi. L'hypoxie fœtale, en présence de certains gènes non identifiés, a été corrélée à une réduction du volume de l'hippocampe, elle-même corrélée à la schizophrénie.
Bien que la plupart des études aient interprété l'hypoxie comme provoquant une certaine forme de dysfonctionnement neuronal ou même des dommages subtils, il a été suggéré que l'hypoxie physiologique qui prévaut dans le développement embryonnaire et fœtal normal, ou l'hypoxie ou l'ischémie pathologique, pourrait exercer un effet en régulant ou en dérégulant les gènes impliqués dans le neurodéveloppement. Une revue de la littérature a jugé que plus de 50 % des gènes candidats à la susceptibilité à la schizophrénie répondaient aux critères de « régulation de l'ischémie-hypoxie ou de l'expression vasculaire », alors que de manière générale seul 3,5 % des gènes sont associés à ces fonctions.
Une étude longitudinale a révélé que les complications obstétricales impliquant l'hypoxie étaient un facteur associé aux troubles du développement neurologique pendant l'enfance et au développement ultérieur de troubles schizophréniforme. Il a été démontré que l'hypoxie fœtale prédit des mouvements inhabituels à l'âge de 4 ans (mais pas à 7 ans) chez les enfants qui développent ensuite une schizophrénie, ce qui suggère que ses effets sont spécifiques à un stade du développement neurologique. Une étude de cas japonaise portant sur des jumeaux monozygotes discordants pour la schizophrénie (l'un a le diagnostic tandis que l'autre ne l'a pas) attire l'attention sur leurs poids différents à la naissance et conclut que l'hypoxie pourrait être le facteur de différenciation.
La latéralité fonctionnelle inhabituelle dans la production de la parole (par exemple, le traitement auditif de l'hémisphère droit) observée chez certains individus atteints de schizophrénie pourrait être due à des réseaux neuronaux aberrants établis pour compenser les lésions du lobe temporal gauche induites par une hypoxie pré- ou périnatale. L'hypoxie prénatale et périnatale semble être un facteur important dans le modèle neurodéveloppemental, avec l'implication importante que certaines formes de schizophrénie pourraient ainsi être évitables.
Les recherches sur les rongeurs cherchant à comprendre le rôle possible de l'hypoxie prénatale dans des troubles tels que la schizophrénie ont indiqué qu'elle peut entraîner toute une série d'anomalies sensorimotrices et d'apprentissage/mémoire. Les déficiences de la fonction motrice et de la coordination, évidentes lors de tâches difficiles lorsque l'hypoxie était suffisamment grave pour provoquer des lésions cérébrales, étaient durables et décrites comme une « caractéristique de l'hypoxie prénatale »,.
Plusieurs études animales ont indiqué que l'hypoxie fœtale peut affecter bon nombre des mêmes substrats neuronaux impliqués dans la schizophrénie, en fonction de la gravité et de la durée de l'événement hypoxique ainsi que de la période de gestation, et chez l'homme, une hypoxie fœtale modérée ou sévère (mais pas légère). L'hypoxie a été associée à une série de déficits moteurs, langagiers et cognitifs chez les enfants, quelle que soit leur vulnérabilité génétique à la schizophrénie. Un article a réitéré que des troubles neurologiques du cervelet étaient fréquemment observés chez les personnes atteintes de schizophrénie et que l'hypoxie pourrait provoquer la dysmétrie cognitive ultérieure.
Alors que la plupart des études ne trouvent qu'un effet modeste de l'hypoxie dans la schizophrénie, une étude longitudinale utilisant une combinaison d'indicateurs pour détecter une éventuelle hypoxie fœtale, tels que des équivalents précoces de signes neurologiques mous ou de complications obstétricales, a rapporté que le risque de schizophrénie et d'autres psychoses non affectives était « remarquablement élevé » (5,75 % contre 0,39 %). Bien que les estimations objectives de l’hypoxie ne tiennent pas compte de tous les cas de schizophrénie ; l'étude a révélé un risque croissant de schizophrénie en fonction de l'augmentation progressive de la gravité de l'hypoxie.

### Infections et système immunitaire
Un certain nombre d'expositions virales au cours du développement prénatal ont été associées à un risque accru de schizophrénie. La schizophrénie est un peu plus fréquente chez les personnes nées en hiver jusqu'au début du printemps, lorsque ces infections sont plus fréquentes.
La grippe a longtemps été étudiée comme facteur possible. Une étude de 1988 a révélé que les personnes exposées à la grippe asiatique au cours du deuxième trimestre couraient un risque accru de développer ultérieurement une schizophrénie. Ce résultat a été corroboré par une étude britannique ultérieure sur la même pandémie, mais pas par une étude de 1994 sur la pandémie en Croatie. Une étude japonaise n'a également trouvé aucun élément étayant l'existence d'un lien entre la schizophrénie et la naissance après une épidémie de grippe.
La polio, la rougeole, la varicelle-zona, la rubéole, l'herpès simplex, les infections génitales maternelles, le virus de la maladie de Borna et Toxoplasma gondii ont été corrélés au développement ultérieur de la schizophrénie. Les psychiatres E. Fuller Torrey (en) et RH Yolken ont émis l'hypothèse que ce dernier, un parasite courant chez l'homme, contribue à certains cas de schizophrénie.
Dans une méta-analyse de plusieurs études, ils ont trouvé des niveaux modérément plus élevés d'anticorps contre Toxoplasma gondii chez les personnes atteintes de schizophrénie, et des taux éventuellement plus élevés d'exposition prénatale ou postnatale précoce, mais pas d'infection aiguë. Cependant, dans une autre étude sur les tissus cérébraux post-mortem, les auteurs ont rapporté des résultats équivoques ou négatifs, notamment aucune preuve d'implication du virus de l'herpès ou de T. gondii dans la schizophrénie.
Il existe certaines preuves du rôle de l'auto-immunité dans le développement de certains cas de schizophrénie. Une corrélation statistique a été rapportée avec diverses maladies auto-immunes, et des études directes ont lié une activation immunitaire dysfonctionnelle à certaines des caractéristiques cliniques de la schizophrénie,.
C’est ce qu’on appelle la théorie pathogénique de la schizophrénie ou la théorie des germes de la schizophrénie. Il s'agit d'une théorie pathogénique de la maladie selon laquelle une cause proximale de certains cas de schizophrénie est l'interaction du fœtus en développement avec des agents pathogènes tels que des virus, ou avec des anticorps de la mère créés en réponse à ces agents pathogènes (en particulier, Interleukine 8). Des recherches approfondies suggèrent que l'exposition à certaines maladies (par exemple, la grippe) chez la mère d'un fœtus (en particulier à la fin du deuxième trimestre) provoque des anomalies du développement neuronal, qui peuvent se manifester par une prédisposition à la schizophrénie au moment de la puberté ou plus tard., à mesure que le cerveau grandit et se développe.

### Autres facteurs
Il existe une littérature émergente sur un large éventail de facteurs de risque prénatals, tels que le stress prénatal, la malnutrition intra-utérine (dans l'utérus) et les infections prénatales. L'augmentation de l'âge paternel a été associée à la schizophrénie, probablement due à « des aberrations chromosomiques et des mutations de la lignée germinale vieillissante ». Le rhésus materno-fœtal ou l'incompatibilité génotypique ont également été liés, via l'augmentation du risque d'un environnement prénatal défavorable. En outre, chez les mères atteintes de schizophrénie, un risque accru a été identifié via une interaction complexe entre le génotype maternel, le comportement maternel, l'environnement prénatal et éventuellement les médicaments et les facteurs socio-économiques. Les références de bon nombre de ces facteurs de risque environnementaux ont été collectées dans une base de données en ligne.
Il peut y avoir une association entre la sensibilité au gluten non coeliaque et la schizophrénie chez une petite proportion de personnes, bien que de grands essais contrôlés randomisés et des études épidémiologiques soient nécessaires avant qu'une telle association puisse être fermement établie. Le retrait du gluten de l'alimentation est une mesure peu coûteuse qui peut améliorer les symptômes chez un petit nombre (≤ 3 %) de personnes atteintes de schizophrénie.
Une méta-analyse a révélé qu'un névrosisme élevé augmente le risque de psychose et de schizophrénie.
Plusieurs études à long terme ont montré que les personnes nées avec une déficience visuelle congénitale ne développent pas de schizophrénie, ce qui suggère un effet protecteur,.
Les effets des œstrogènes dans la schizophrénie ont été étudiés compte tenu de l'association entre le début de la ménopause chez les femmes qui développent la schizophrénie à ce moment-là. Les thérapies complémentaires aux œstrogènes ont été étudiées et évaluées pour leur effet sur les symptômes ressentis. Le raloxifène en tant qu'agent adjuvant a donné des résultats positifs,.
Les résultats ont soutenu l'hypothèse selon laquelle la schizophrénie est associée à des altérations de la voie métabolique tryptophane - kynurénine dues à l'activation de sections spécifiques du système immunitaire,.
La pertinence de certains auto-anticorps agissant contre le NMDAR et le VGKC est étudiée,. Les estimations actuelles suggèrent qu'entre 1,5 % et 6.5 % des patients ont ces anticorps dans leur sérum. Les résultats préliminaires ont montré que ces patients peuvent être traités par immunothérapie telle que les IgIV ou les échanges plasmatiques et les stéroïdes, en plus des médicaments antipsychotiques, ce qui peut entraîner une réduction des symptômes.

### Antécédents dans l'enfance
En général, les antécédents de la schizophrénie sont subtils et ceux qui développeront la schizophrénie ne forment pas un sous-groupe facilement identifiable – ce qui permettrait d’identifier une cause spécifique. Les différences moyennes entre les groupes et la norme peuvent aller dans le sens d’une performance supérieure ou inférieure. Dans l’ensemble, les études de cohortes de naissance ont indiqué des caractéristiques comportementales non spécifiques subtiles, des preuves d’expériences de type psychotique (en particulier des hallucinations) et divers antécédents cognitifs. Il y a eu certaines incohérences dans les domaines particuliers de fonctionnement identifiés et si elles se poursuivent tout au long de l'enfance et si elles sont spécifiques à la schizophrénie.
Une étude prospective a révélé des différences moyennes dans une gamme de domaines de développement, notamment l'atteinte tardive des étapes du développement moteur, des déficits d'élocution plus importants, des résultats aux tests éducatifs inférieurs, des préférences de jeu solitaire à 4 et 6 ans et une plus grande anxiété sociale à 13 ans. Des évaluations plus faibles des compétences de la mère et de sa compréhension de l'enfant à l'âge de 4 ans étaient également liées.
Certaines des premières différences de développement ont été identifiées au cours de la première année de vie dans une étude menée en Finlande, bien qu'elles soient généralement liées à tous les troubles psychotiques plutôt qu'à la schizophrénie en particulier. Les premiers signes moteurs subtils ont persisté dans une certaine mesure, montrant un léger lien avec les performances scolaires ultérieures à l'adolescence. Une étude finlandaise antérieure a révélé que les performances dans l'enfance de 400 personnes diagnostiquées avec une schizophrénie étaient significativement moins bonnes que celles des témoins sur des sujets impliquant une coordination motrice (sports et travaux manuels) entre 7 et 9 ans, mais il n'y avait aucune différence dans les matières académiques (contrairement à d'autres résultats sur le QI). (Les patients de ce groupe d'âge présentant ces symptômes étaient significativement moins susceptibles de progresser jusqu'au lycée, malgré leurs capacités académiques).
Les symptômes de la schizophrénie apparaissent souvent peu après la puberté, lorsque le cerveau subit d'importants changements de maturation. Certains chercheurs pensent que le processus pathologique de la schizophrénie commence avant la naissance, reste dormant jusqu'à la puberté, puis suit une période de dégénérescence neuronale qui provoque l'apparition ultérieure des symptômes. Cependant, une nouvelle analyse des données de l'étude finlandaise ultérieure, portant sur des enfants plus âgés (14 à 16 ans) dans un système scolaire modifié, utilisant des critères de diagnostic plus étroits et avec moins de cas mais plus de contrôles, n'a pas mis en évidence de différence significative en termes de performances sportives et de travaux manuels. Une autre étude a révélé que des scores inhabituels de coordination motrice à 7 ans étaient associés à l'âge adulte aux patients schizophrènes et à leurs frères et sœurs non affectés, tandis que des mouvements inhabituels à cet âge 4 et 7 prédisent la schizophrénie chez l'adulte mais ne modifient pas le statut de frère ou de sœur.
Une étude de cohorte de naissance en Nouvelle-Zélande a révélé que les enfants qui ont développé un trouble schizophréniforme présentaient – en plus des problèmes émotionnels et des difficultés interpersonnelles liés à tous les résultats psychiatriques adultes mesurés – des déficiences significatives du développement neuromoteur, du langage réceptif et du développement cognitif. Une étude rétrospective a révélé que les adultes atteints de schizophrénie avaient obtenu de meilleurs résultats que la moyenne dans les matières artistiques à 12 et 15 ans, et dans les matières linguistiques et religieuses à 12 ans, mais en deçà de la moyenne en gymnastique à 15 ans.
Certaines petites études sur les enfants de personnes atteintes de schizophrénie ont identifié divers déficits neurocomportementaux, un environnement familial plus pauvre et un comportement scolaire perturbateur, un faible engagement des pairs, une immaturité ou une impopularité ou une compétence sociale plus faible et une symptomatologie schizophrénique croissante pendant l'adolescence.
Il est proposé qu'un sous-type minoritaire de « syndrome de déficit » de schizophrénie soit plus marqué par une mauvaise adaptation précoce et des problèmes de comportement, par rapport aux sous-types sans déficit.
Il existe des preuves que les expériences d'abus ou de traumatismes vécus pendant l'enfance sont des facteurs de risque pour un diagnostic de schizophrénie plus tard dans la vie. Certains chercheurs ont rapporté que les hallucinations et autres symptômes considérés comme caractéristiques de la schizophrénie et de la psychose étaient au moins aussi étroitement liés à la négligence et à la maltraitance durant l'enfance que de nombreux autres problèmes de santé mentale. Les chercheurs ont conclu qu'il était nécessaire de former le personnel à interroger les patients sur les abus et de proposer des traitements psychosociaux appropriés à ceux qui ont été négligés et/ou maltraités dans leur enfance.

### Consommation de substances
La relation entre la schizophrénie et la consommation de substances est assez complexe. La plupart des substances addictives peuvent provoquer une psychose. Un diagnostic de psychose induite par une substance est posé si les symptômes persistent après la fin de la consommation de drogue ou de l'intoxication. Un certain nombre de psychoses induites par des substances peuvent potentiellement évoluer vers la schizophrénie, notamment la psychose induite par le cannabis.
Une revue de 2019 a révélé que la proportion regroupée de transition de la psychose induite par une substance à la schizophrénie était de 25 % (IC, 95 % entre 18-35 %), contre 36 % (IC à 95 % entre 30-43 %) pour les psychoses « brèves, atypiques et non-spécifiées autrement ». Le type de substance était le principal prédicteur de transition vers la schizophrénie, les taux les plus élevés étant associés au cannabis (6 études, 34 % (IC 25-46 %)), aux hallucinogènes (3 études, 26 % (IC 14-43 %)) et amphétamines (5 études, 22 % (IC 14-34 %)). Des taux plus faibles ont été signalés pour les psychoses induites par les opioïdes (12 %), l’alcool (10 %) et les sédatifs (9 %). Les taux de transition étaient légèrement inférieurs dans les cohortes plus âgées, mais n'étaient pas affectés par le sexe, le pays d'étude, l'emplacement de l'hôpital ou de la communauté, le milieu urbain ou rural, les méthodes de diagnostic ou la durée du suivi.
On sait que le taux de consommation de substances est particulièrement élevé chez les patients schizophrènes. Une étude a révélé que 60 % des personnes atteintes de schizophrénie consommaient des substances et que 37 % pouvaient être diagnostiquées avec un trouble lié à l’usage de substances.

#### Cannabis
Il existe de plus en plus de preuves que la consommation de cannabis peut contribuer à la schizophrénie, Quelques études[pas clair] suggèrent que le cannabis n'est ni un facteur suffisant ni nécessaire dans le développement de la schizophrénie, mais que le cannabis peut augmenter considérablement le risque de développer la schizophrénie. Néanmoins, certaines recherches antérieures ont été critiquées car il était souvent difficile de savoir si la consommation de cannabis était une cause ou un effet de la schizophrénie. Pour résoudre ce problème, un examen d’études de cohortes prospectives a suggéré que le cannabis[pas clair] double statistiquement le risque de développer une schizophrénie au niveau individuel et peut, si l'on suppose une relation causale, être responsable de jusqu'à 8 % des cas dans la population générale,,,,,,,,,,,,,,,,.
L'abus de cannabis chez les jeunes est soupçonné de contribuer à la schizophrénie plus tard dans la vie en interférant et en déformant le développement neurologique, en particulier celui du cortex préfrontal du cerveau. Une étude longitudinale plus ancienne, publiée en 1987, suggérait une multiplication par six du risque de schizophrénie chez les grands consommateurs de cannabis (consommation à plus de cinquante reprises) en Suède,.
La consommation de cannabis est également soupçonnée de contribuer à un état hyperdopaminergique susceptible de contribuer à la schizophrénie,. Il a été démontré que les composés présents dans le cannabis, tels que le THC, augmentent l'activité des voies dopaminergiques dans le cerveau, suggérant que le cannabis peut exacerber les symptômes de psychose dans la schizophrénie.
Malgré l’augmentation de la consommation de cannabis dans les années 1960 et 1970 dans la société occidentale, les taux de troubles psychotiques comme la schizophrénie sont restés relativement stables au fil du temps,,.

#### Amphétamines et autres stimulants
Étant donné que les amphétamines déclenchent la libération de dopamine et que l’on pense qu’une fonction dopaminergique excessive est responsable de certains symptômes de la schizophrénie (connue sous le nom d’hypothèse dopaminergique de la schizophrénie), les amphétamines peuvent aggraver les symptômes psychotiques. La méthamphétamine, un puissant dérivé neurotoxique de l'amphétamine, provoque chez une minorité importante d'utilisateurs réguliers une psychose qui ressemble à la schizophrénie. Pour la plupart des gens, cette psychose disparaît au bout d’un mois d’abstinence, mais pour une minorité, la psychose peut devenir chronique. Les personnes qui développent une psychose de longue durée, malgré l’abstinence de méthamphétamine, ont plus souvent des antécédents familiaux de schizophrénie.
Des inquiétudes ont été soulevées quant au fait qu'un traitement à long terme avec des stimulants pour le TDAH pourrait provoquer ou exacerber la paranoïa, la schizophrénie et la sensibilisation comportementale. Les antécédents familiaux de maladie mentale ne permettent pas de prédire l'incidence de la toxicose aux stimulants chez les enfants atteints de TDAH. Des taux élevés d'utilisation de stimulants pendant l'enfance ont été observés chez des patients ayant reçu un diagnostic de schizophrénie et de trouble bipolaire, indépendamment du diagnostic de TDAH. Les personnes ayant reçu un diagnostic de trouble bipolaire ou de schizophrénie et à qui on a prescrit des stimulants pendant leur enfance présentent généralement une psychose beaucoup plus précoce et une évolution clinique plus sévère. Il a été suggéré que ce petit sous-groupe d'enfants qui développent la schizophrénie après avoir consommé des stimulants pendant l'enfance ont une vulnérabilité génétique inhérente au développement d'une psychose. De plus, les amphétamines peuvent provoquer une psychose stimulante chez des individus par ailleurs en bonne santé ; La psychose stimulante ressemble superficiellement à la schizophrénie et peut être diagnostiquée à tort comme telle.

#### Hallucinogènes
Des médicaments tels que la kétamine, le PCP (poussière d'ange) et le LSD (« acide ») ont été utilisés pour imiter la schizophrénie à des fins de recherche. L’utilisation du LSD et d’autres psychédéliques comme modèle de recherche est tombée en disgrâce, à mesure que les différences significatives entre les états induits par la drogue et la présentation typique de la schizophrénie sont devenues plus claires. Cependant, les dissociatifs kétamine et PCP sont toujours considérés comme produisant des états similaires ; ils sont considérés comme de meilleurs modèles que les stimulants car ils produisent des symptômes à la fois positifs et négatifs.

#### Alcool
Des médicaments tels que la kétamine, le PCP (poussière d'ange) et le LSD (« acide ») ont été utilisés pour imiter la schizophrénie à des fins de recherche. L’utilisation du LSD et d’autres psychédéliques comme modèle de recherche est tombée en disgrâce, à mesure que les différences significatives entre les états induits par la drogue et la présentation typique de la schizophrénie sont devenues plus claires. Cependant, les dissociatifs kétamine et PCP sont toujours considérés comme produisant des états similaires ; ils sont considérés comme de meilleurs modèles que les stimulants car ils produisent des symptômes à la fois positifs et négatifs pouvant évoluer vers la schizophrénie chez les individus prédisposés.

#### Consommation de tabac
Les personnes atteintes de schizophrénie ont tendance à fumer beaucoup plus de tabac que la population générale. Les taux sont exceptionnellement élevés parmi les patients institutionnalisés et les sans-abri. Lors d'un recensement britannique de 1993, 74 % des personnes atteintes de schizophrénie vivant en institution étaient des fumeurs,. Une étude de 1999 portant sur toutes les personnes atteintes de schizophrénie à Nithsdale, en Écosse, a révélé une prévalence de tabagisme de 58 %, à comparer à 28 % dans la population générale. Une étude plus ancienne a révélé que jusqu'à 88 % des patients ambulatoires atteints de schizophrénie étaient des fumeurs.
Malgré la prévalence plus élevée du tabagisme, les personnes atteintes de schizophrénie ont un risque bien inférieur à la moyenne de développer et de mourir d'un cancer du poumon. Bien que la raison de ce phénomène soit inconnue, il peut y avoir une résistance génétique aux cancers, un effet secondaire des médicaments et/ou un effet statistique dû à une probabilité accrue de mourir pour des causes autres que le cancer du poumon.
Il est intéressant de noter que le tabagisme affecte la fonction hépatique, de sorte que les médicaments antipsychotiques utilisés pour traiter la schizophrénie sont métabolisés plus rapidement. Par conséquent, les fumeurs atteints de schizophrénie ont besoin de doses légèrement plus élevées d’antipsychotiques pour obtenir un effet thérapeutique.
L'augmentation du taux de tabagisme dans la schizophrénie peut résulter du désir de s'auto-médicamenter avec de la nicotine. Une des raisons possibles est que le tabagisme entraîne une amélioration à court terme de la vigilance et du fonctionnement cognitif. Il a été postulé que le mécanisme de cet effet est que les personnes atteintes de schizophrénie présentent un dysfonctionnement des récepteurs nicotiniques qui est temporairement atténué par la consommation de tabac. Cependant, certains chercheurs se demandent si l’automédication est réellement la meilleure explication de cette association.
Une étude de 1989 et une étude de cas de 2004 ont montré que lorsque l'halopéridol est administré, la nicotine limite la mesure dans laquelle l'antipsychotique augmente la sensibilité du récepteur de la dopamine-2. En fonction du système dopaminergique, les symptômes de la dyskinésie tardive ne sont pas retrouvés chez les patients ayant reçu de la nicotine malgré une augmentation d'environ 70 % de l'activité des récepteurs dopaminergiques, mais les témoins en présentaient plus de 90 % et développaient des symptômes. Une étude de 1997 a montré que l'akathisie induite par les antipsychotiques était significativement réduite lors de l'administration de nicotine. Cette découverte conforte l’idée selon laquelle le tabac pourrait être utilisé à des fins d’automédication en limitant les effets de la maladie, des médicaments ou des deux.

## Expériences de vie

### Adversité
Il a été constaté que le risque de développer une schizophrénie augmente avec le nombre de facteurs sociaux défavorables (par exemple, des indicateurs de désavantage socio-économique ou d'exclusion sociale) présents dans l'enfance,. Les événements stressants de la vie précèdent généralement l’apparition de la schizophrénie. Des antécédents personnels ou familiaux récents de migration constituent un facteur de risque considérable de schizophrénie, qui a été liée à l'adversité psychosociale, à la défaite sociale due au fait d'être un étranger, à la discrimination raciale, au dysfonctionnement familial, au chômage et aux mauvaises conditions de logement,. Le chômage et la séparation précoce d'avec leurs parents sont des facteurs importants associés à des taux plus élevés de schizophrénie parmi les populations africaines-antillaises britanniques, par rapport aux populations natives d'Afrique-Caraïbes. Cet exemple montre que le désavantage social joue un rôle dans l’apparition de la schizophrénie, en plus de la vulnérabilité génétique. De plus, selon le registre national néerlandais, l'apparition de la schizophrénie a utilisé quatre de leurs plus grands groupes d'immigrants, parmi lesquels des personnes originaires de Turquie, du Maroc, des Antilles néerlandaises et du Surinam, pour découvrir que les taux de schizophrénie parmi ceux vivant aux Pays-Bas de ces pays étaient plus nombreux que la population née dans le pays.
Les expériences d'abus ou de traumatismes vécus pendant l'enfance sont des facteurs de risque pour un diagnostic de schizophrénie plus tard dans la vie,,,. Des études à grande échelle sur la population générale indiquent un risque croissant d'expériences supplémentaires de maltraitance, bien qu'une revue critique suggère que les questions conceptuelles et méthodologiques nécessitent des recherches plus approfondies. Il existe certaines preuves que les adversités peuvent conduire à des biais cognitifs et à une altération de la neurotransmission de la dopamine, un processus appelé « sensibilisation ». Les traumatismes de l'enfance et le deuil ou la séparation au sein des familles se sont révélés être des facteurs de risque de schizophrénie et de psychose.
Des expériences sociales spécifiques ont été liées à des mécanismes psychologiques spécifiques et à des expériences psychotiques dans la schizophrénie. En outre, des études de neuroimagerie structurelle portant sur des survivants d'abus sexuels et d'autres traumatismes ont parfois rapporté des résultats similaires à ceux observés chez certains patients psychotiques, tels qu'un amincissement du corps calleux, une perte de volume dans le cortex cingulaire antérieur et une réduction du volume de l'hippocampe.

### Urbanité
Un résultat particulièrement stable et reproductible est l'association entre la vie en milieu urbain et le développement de la schizophrénie, même après avoir contrôlé des facteurs tels que la consommation de drogues, le groupe ethnique et la taille du groupe social. Une étude de 4,4 Des millions d’hommes et de femmes en Suède ont constaté un risque accru de 68 à 77 % de diagnostic de psychose chez les personnes vivant dans les environnements les plus urbanisés, dont une proportion importante est probablement liée à la schizophrénie.
Cet effet ne semble pas être dû à une incidence plus élevée de complications obstétricales en milieu urbain. Le risque augmente avec le nombre d'années de vie urbaine et le degré d'exposition à l'environnement urbain pendant l'enfance et l'adolescence, que le sujet soit né ou non dans un tel environnement. Cela suggère que les expositions constantes, cumulatives et/ou répétées au cours de l’éducation, plus fréquentes dans les zones urbanisées, sont responsables de cette association. Les effets cumulatifs de la pollution associés à l'environnement urbain ont été suggérés comme étant le lien entre l'urbanité et le risque plus élevé de développer la schizophrénie.
Diverses explications possibles de cet effet ont été jugées peu probables en fonction de la nature des résultats, notamment des causes infectieuses ou un effet général du stress. On pense que la vie urbaine interagit avec la prédisposition génétique et, comme il semble y avoir une variation non aléatoire même entre les différents quartiers, et une association indépendante avec l'isolement social, il a été proposé que le degré de « capital social » (par exemple le degré de confiance mutuelle, lien social et sécurité dans les quartiers) peuvent avoir un impact sur le développement des enfants qui grandissent en milieu urbain.
Les attitudes négatives des autres augmentent le risque de rechute de la schizophrénie, en particulier l'hostilité ainsi que les attitudes autoritaires, intrusives et/ou contrôlantes (appelées émotion élevée par les chercheurs). Bien que les membres de la famille et les proches ne soient pas tenus responsables de la schizophrénie, les attitudes, les comportements et les interactions de toutes les parties sont pris en compte ; des relations non solidaires et dysfonctionnelles peuvent également contribuer à un risque accru de développer la schizophrénie chez les personnes prédisposées,. Le risque de développer la schizophrénie peut également être accru si une personne développe une très faible estime de soi, dans laquelle ses limites se confondent avec celles de sa mère et/ou de son père. Des frontières psychologiques fermes doivent être établies entre soi-même, son identité et celle de ses parents. Reléguer le rôle des parents au second plan et développer une saine estime de soi peut être une méthode de rétablissement. Les systèmes de soutien social sont très importants pour les personnes atteintes de schizophrénie et pour les personnes avec lesquelles elles entretiennent des relations.

## Effets synergiques
Des expériences sur des souris ont montré que plusieurs facteurs de stress peuvent agir ensemble pour augmenter le risque de schizophrénie. En particulier, la combinaison d’une infection maternelle pendant la grossesse suivie d’un stress accru au début de la maturité sexuelle augmente nettement la probabilité qu’une souris développe des symptômes neuropsychiatriques, alors que la survenue de l’un de ces facteurs sans l’autre ne le fait pas.

## Autres vues
La schizophrénie est qualifiée de maladie mentale parce que ses causes ne sont pas complètement connues ou comprises. Les psychiatres RD Laing, Silvano Arieti, Theodore Lidz et d'autres ont soutenu que les symptômes de ce qu'on appelle la maladie mentale sont des réactions compréhensibles aux exigences impossibles que la société, et en particulier la vie familiale, imposent aux individus vulnérables. Laing, Arieti et Lidz se sont distingués en valorisant le contenu des expériences psychotiques comme méritant d'être interprété, plutôt que de considérer les expériences psychotiques comme de simples marqueurs secondaires et peut-être dénués de sens d'une détresse psychologique ou neurologique sous-jacente. Laing a décrit onze études de cas de personnes diagnostiquées schizophrènes et a soutenu que le contenu de leurs actions et déclarations était significatif et logique dans le contexte de leur famille et de leur vie.
En 1956, Gregory Bateson et ses collègues Paul Watzlawick, Donald Jackson, et Jay Haley ont formulé une théorie de la schizophrénie, liée aux travaux de Laing, comme découlant de situations de double contrainte dans lesquelles une personne reçoit des messages différents ou contradictoires. La folie était donc une expression de cette détresse et devait être valorisée comme une expérience cathartique et transformatrice. Dans les livres Schizophrenia and the Family et The Origin and Treatment of Schizophrenic Disorders, Lidz et ses collègues rapportent leur conviction que le comportement parental peut généralement entraîner une maladie mentale chez les enfants. L'Interprétation de la schizophrénie d'Arieti a remporté le National Book Award scientifique en 1975 aux États-Unis.
Le concept de schizophrénie comme résultat de la civilisation a été développé davantage par le psychologue Julian Jaynes dans son livre de 1976 The Origin of Consciousness in the Breakdown of the Bicameral Mind ; il a proposé que jusqu'au début des temps historiques, la schizophrénie ou une condition similaire était l'état normal de la conscience humaine. Cela prendrait la forme d'un « esprit bicaméral » dans lequel un état normal de faible affectivité, propice aux activités de routine, serait interrompu dans les moments de crise par des « voix mystérieuses » donnant des instructions, que les premiers peuples qualifiaient d'interventions des dieux. Les psychohistoriens, en revanche, acceptent les diagnostics psychiatriques. Cependant, contrairement au modèle médical actuel des troubles mentaux, ils pourraient affirmer que la mauvaise parentalité dans les sociétés tribales est à l'origine de la personnalité schizoïde des chamanes. Des commentateurs tels que Paul Kurtz et d’autres ont approuvé l’idée selon laquelle de grandes personnalités religieuses ont souffert de psychose ; ils entendaient des voix et faisaient preuve de folie des grandeurs.
La recherche moderne en psychologie clinique a mis en évidence un certain nombre de processus susceptibles de précipiter des épisodes de schizophrénie. Un certain nombre de biais et de déficits cognitifs ont été identifiés. Il s'agit notamment des biais d'attribution dans les interactions sociales, de la difficulté à distinguer la parole intérieure de celle des sources externes (surveillance des sources), de la difficulté à ajuster la parole aux besoins de l'auditeur, des difficultés dans les tout premiers stades de traitement de l'information visuelle (y compris une inhibition latente réduite), et un biais attentionnel envers les menaces.
Il a été démontré que certaines de ces tendances s’aggravent ou apparaissent sous un stress émotionnel ou dans des situations confuses. Comme pour les résultats neurologiques connexes, ils ne sont pas communs à toutes les personnes ayant reçu un diagnostic de schizophrénie, et on ne sait pas clairement dans quelle mesure ils sont spécifiques à la schizophrénie elle-même. Cependant, les résultats des déficits cognitifs dans la schizophrénie sont suffisamment fiables et cohérents pour que certains chercheurs puissent affirmer qu'ils pourraient être partiellement diagnostiques.
Il a été rapporté que la capacité réduite à apprécier son propre état mental et celui des autres est le meilleur prédicteur d'une mauvaise compétence sociale dans la schizophrénie, et des caractéristiques cognitives similaires ont été identifiées chez des parents proches de personnes diagnostiquées avec la schizophrénie, y compris ceux qui souffrent d'un trouble de la personnalité schizotypique.
Un certain nombre de facteurs émotionnels ont été impliqués dans la schizophrénie, certains modèles les plaçant au cœur du trouble. On pensait que l'apparence d'un affect atténué signifiait qu'ils ne ressentaient pas d'émotions fortes. Cependant, d'autres études ont indiqué qu'il existe souvent un niveau d'émotivité normal, voire accru, en particulier en réponse à des événements négatifs ou à des situations sociales stressantes. Certaines théories suggèrent que les symptômes positifs de la schizophrénie peuvent résulter ou être aggravés par des émotions négatives, notamment des sentiments dépressifs, une faible estime de soi et des sentiments de vulnérabilité, d'infériorité ou de solitude. Des sentiments négatifs chroniques et des capacités d’adaptation inadaptées peuvent expliquer en partie l’association entre les facteurs de stress psychosociaux et la symptomatologie. Un comportement critique et contrôlant de la part des autres (forte émotion exprimée) provoque une excitation émotionnelle accrue et une diminution de l'estime de soi et une augmentation ultérieure des symptômes positifs tels que des pensées inhabituelles. Les pays ou les cultures où les personnalités schizotypiques ou les symptômes de la schizophrénie sont plus acceptés ou valorisés semblent être associés à une apparition réduite de la schizophrénie ou à une guérison accrue de celle-ci.
Des études connexes suggèrent que le contenu des croyances délirantes et psychotiques dans la schizophrénie peut être significatif et jouer un rôle causal ou médiateur en reflétant l'histoire de vie ou les circonstances sociales de l'individu. Le fait d'avoir des croyances socioculturelles peu communes, par exemple en raison de l'origine ethnique, a été associé à un diagnostic accru de schizophrénie. Il a également été démontré que la façon dont un individu interprète ses délires et ses hallucinations (par exemple comme menaçants ou potentiellement positifs) influence le fonctionnement et le rétablissement des patients.
D'autres lignes de travail liées au soi dans la schizophrénie ont lié le trouble à une dissociation psychologique ou à des états anormaux de conscience et d'identité tels qu'entendus d'un point de vue phénoménologique, comme dans les troubles du soi,.
Le psychiatre Tim Crow a soutenu que la schizophrénie pourrait être le prix évolutif que nous payons pour une spécialisation du langage dans l'hémisphère gauche du cerveau. Puisque la psychose est associée à des niveaux plus élevés d’activation de l’hémisphère droit du cerveau et à une réduction de la dominance habituelle de l’hémisphère gauche, nos capacités linguistiques peuvent avoir évolué au prix de provoquer la schizophrénie lorsque ce système tombe en panne.
En médecine alternative, certains praticiens pensent qu'il existe un grand nombre de causes physiques pour le diagnostic de la schizophrénie. Même si certaines de ces explications peuvent aller à l’encontre de la crédulité, d’autres (comme l’empoisonnement aux métaux lourds et les déséquilibres nutritionnels) ont été au moins quelque peu étayées par la recherche,,.

## Psychologie évolutionnaire
La schizophrénie a été considérée comme un casse-tête évolutif en raison de la combinaison d'une héritabilité globale élevée, d'une prévalence relativement élevée (~ 1 %) et d'un succès reproducteur réduit. Une explication pourrait être un succès reproductif accru chez des parents proches sans symptômes, mais cette explication semble peu probable. Néanmoins, il a été avancé qu'une petite dotation en gènes augmentant la schizotypie pourrait augmenter le succès reproducteur en augmentant des traits tels que la créativité, la capacité verbale et la sensibilité émotionnelle.